# Afghanistan National Institute of Music
Afghanistan National Institute of Music (ANIM) är en musikskola i Kabul, Afghanistan. Den grundades den 20 juni 2010 av den afghan-australiske musiketnologen Ahmad Naser Sarmast och har en läroplan som lär ut både afghansk och västerländsk musik.
Genom ett avtal med det afghanska utbildningsministeriet är det möjligt för elever ur alla samhällsklasser att delta i undervisningen.
Skolan tilldelades 2018 års Polarpris.